# Carlos Mouriño
Manuel Carlos Mouriño Atanes, né le 4 mars 1943 à Vigo, est un homme d'affaires espagnol, président du groupe corporatif GES.
Depuis 2006, il préside le Celta de Vigo.

## Biographie
Il commence à étudier à l'école des Salesianos de Vigo.
À la fin de ses études, il s'installe à Madrid où il obtient un poste de chef de l'administration de l'usine de pièces métalliques Riomiño, puis comme directeur général de Nautronica SA, entreprise américaine d'équipements maritimes.
En 1978, après les problèmes économiques de Nautronica, Carlos Mouriño décide de s'installer au Mexique pour travailler dans la chaîne d'hôtels de son beau-père. Il obtient la nationalité mexicaine. Motivé par le succès des entreprises de son beau-père, Mouriño fonde sa première compagnie, Ivancar, qui se consacre à la fabrication de tapis pour automobiles. Il fonde aussi une entreprise de recyclage de papier.
En 1985, son succès l'amène à acheter une chaîne de stations-service à Campeche, le Grupo Energético del Sureste (GES).
En juin 2006, il devient le principal actionnaire du Celta de Vigo.